# غابرييل هوب
غابرييل هوب (بالإنجليزية: Gabrielle Hope)‏ هي رسامة نيوزيلندية، ولدت في 1916 في لور هوت في نيوزيلندا، وتوفيت في 1962 في Howick, New Zealand ‏ في نيوزيلندا.